# Javiera, ingenua
Javiera, ingenua es el quinto capítulo de la segunda temporada de la serie de televisión argentina Mujeres asesinas. Este episodio se estrenó el 9 de mayo de 2006.
Este episodio fue protagonizado por Andrea Pietra en el papel de asesina. Coprotagonizado por Jorge Suárez y Graciela Tenembaum. Y la participación de Ainara Cincunegui.

## Desarrollo

### Trama
Javiera Montes (Andrea Pietra) tiene 35 años, 6 hijos, es muy humilde, ingenua, cariñosa y buena compañera con su marido, Domingo (Jorge Suárez). Enamorada sin estridencias de Domingo, se siente segura y protegida por él. Viven juntos desde hace dos años y esperan otro hijo. La hermana de Javiera (Graciela Tenenbaum) se entera de que Domingo abusa sexualmente de Marian (Ainara Cincunegui), la hija de Javiera de 13 años y, a instancias de su hermana, hace que la policía lo detenga. Javiera defenderá a su pareja y aceptará su versión de inocencia a pesar del testimonio de su hija y de su hermana. Ese apoyo incondicional se convertirá en furia cuando abra los ojos y descubra que Domingo sí abusó reiteradamente de Marian. La ira hace que Javiera, en unas de las visitas que le hizo a Domingo a la cárcel, le envenene la comida que después él comería.

### Condena
Domingo murió cuatro horas después de la visita de Javiera. La autopsia reveló que había sido envenenado. Javiera fue condenada a 6 años de prisión. Salió en libertad en marzo de 2009.

## Elenco
- Andrea Pietra como Javiera
- Jorge Suárez como Domingo
- Graciela Tenenbaum como la Hermana de Javiera
- Ainara Cincunegui como Marian

## Adaptaciones
- Mujeres asesinas (Colombia): Javiera, la ingenua - Ana Bolena Mesa
- Mujeres asesinas (México): Elvira y Mercedes, justicieras - Yolanda Andrade y Aleida Núñez.